# Priprioca
A piripirioca (do guarani: Piri-Piri, científico Cyperus articulatus) também conhecido por priprioca, é uma erva aromática e medicinal da família ciperácea, natural da Amazônia.
Parente do junco e do papiro, suas raízes liberam uma fragrância leve, amadeirado e picante com notas florais. Seu óleo essencial tem cor avermelhada e é bastante valorizado na indústria farmacêutica e cosmética.
É uma das essências tradicionais (perfume) da região amazônica, muito comercializada na feira do Mercado do Ver-o-peso na cidade brasileira de Belém (estado do Pará).

## Características
É considerada invasora e seu parentesco com a Tirica provoca um receio quanto ao seu cultivo. No entanto, a priprioca é menos prolífera e competitiva do que a sua parente, uma vez que não se alastra sem identificar condições  favoráveis. 

## Composição e uso
Suas fibras e o caule rizoma são utilizados no artesanato, pois além do perfume exuberante, os produtos são resistentes ao mofo, relacionado às propriedades antifúngicas do óleo essencial. Dentre seus principais componentes temos o limoneno, cineol, miternal, espatulenol e óxido-cariofileno – lembrando que este óleo é muito complexo e por esta razão nenhum elemento assume um papel majoritário frente os demais.
É muito popular na região norte do Brasil; além de comercializada na maior feira da América Latina, na banca de cheiro das erveiras do Mercado do Ver-o-peso, é o principal ingrediente do Banho de Cheiro encantado, usado na comemoração da festa junina e do reveion no estado do Pará. Prática ritualística que ocorre desde o século XIX, ao qual se atribui o poder de atrair a felicidade, reatar amores e, abrir as portas da prosperidade ao se banhar.
Também presente no Cheiro de Papel, produzido com a infusão de essências vegetais, comercializado no cesto de palha da Vendedora de cheiro, usados para aromatizar roupas guardadas em gavetas e armários. Uma combinação de raízes e paus aromáticos ralados; os ingredientes mais conhecidos são: arruda, cipó-catinga, patexuli, japana, cumaru, alecrim, baunilha, manjerona, açucena, casca preciosa, louro amarelo, jasmim, alfazema e, priprioca.

### Reações adversas (colaterais)
Pode ser prejudicial para mulheres grávidas, podendo inclusive provocar aborto.[referência precisa ser revista]

## Origem popular
Segundo o folclore brasileiro, originário de uma lenda indígena, Piri-Piri era um importante guerreiro que vivia em uma aldeia na selva amazônica. Conta-se que ele exalava um cheiro maravilhoso, capaz de atrair as índias da tribo. Ele também tinha o poder de desaparecer, quando em perigo, ou para se livrar das garotas que as perseguiam.
Certa vez, a filha do Pajé da tribo desesperadamente apaixonada por Piri-Piri, pediu ao seu pai, Supi, para lhe ensinar um feitiço que capturarasse Piri-Piri. Para atendê-la, o pajé mandou que ela amarrasse os pés de Piri-Piri com seus cabelos em uma noite de lua cheia. Pressentindo o perigo, Piri-Piri desapareceu em uma nuvem, para não mais retornar. No lugar onde o índio fora visto pela última vez, brotou uma planta, que também exalava o magnífico aroma de Piri-Piri. Em homenagem ao índio, essa planta foi nomeada de piripirioca, nome que mais tarde foi abreviado para priprioca. 